# Pierre Teilhard de Chardin

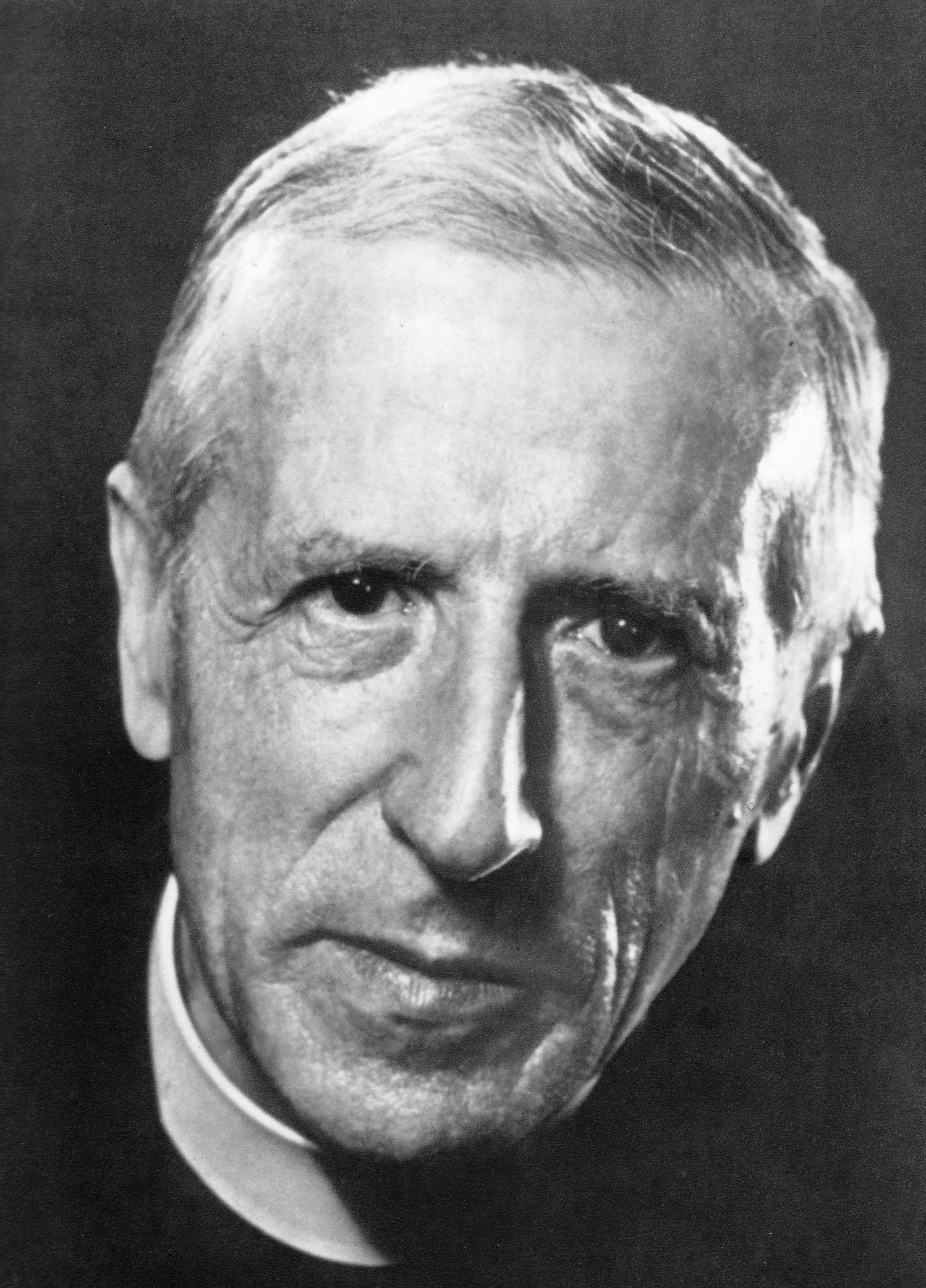
Pierre Teilhard de Chardin (1955)

Pierre Teilhard de Chardin [pjɛʁ tejaʁ də ʃaʁdɛ̃] (anhörenⓘ) (* 1. Mai 1881 in Sarcenat bei Orcines unweit Clermont-Ferrand; † 10. April 1955 in New York) war ein französischer Jesuit, Paläontologe, Anthropologe und Philosoph. Er war Teilnehmer mehrerer Forschungsreisen nach Asien und Afrika und beteiligte sich in China an der Ausgrabung und Auswertung des Peking-Menschen. In seinem philosophischen Hauptwerk Der Mensch im Kosmos (Le Phénomène humain, 1955) unternahm er den Versuch einer Synthese von naturwissenschaftlicher Evolutionstheorie und christlicher Heilsgeschichte. Er sah die göttliche Schöpfung, den Kosmos, als evolutionären Prozess an, in dessen Verlauf sich Materie und Geist von Beginn an als zwei Zustände des einen „Weltenstoffes“ in wechselseitiger Beziehung gegenüberstünden, um schließlich im Omegapunkt Identität zu erlangen, indem sich die Materie im Menschen ihrer selbst bewusst wird.
Erst nach seinem Tod wurde das bis dahin größtenteils ungedruckte Gesamtwerk, das von der Kirche lange Zeit abgelehnt wurde, herausgegeben.

## Leben

Landschloss Sarcenat um 1890, zur Zeit, als Teilhard dort aufwuchs

Teilhard de Chardin wurde am 1. Mai 1881 auf dem Landsitz Sarcenat in Orcines in der Auvergne nahe Clermont-Ferrand geboren. Er war das vierte von elf Kindern des Bibliothekars Emmanuel Teilhard de Chardin und Berthe-Adèle de Dompierre d‘Hornoys. Seine Eltern entstammten dem Landadel der Auvergnaten. Sein Vater widmete sich neben der Bewirtschaftung seiner Güter den Archiven von Clermont-Ferrand. Außerdem war er naturwissenschaftlich interessiert und erschloss seinen Kindern vielfältige Zugänge zur Natur. Seine Mutter, eine Ur-Großnichte von Voltaire, war sehr religiös. Die Verbindung des christlichen Weltbildes mit dem der Naturwissenschaften wurde Teilhards Lebensthema. Schon als Kind zeigte er ein starkes Interesse an Pflanzen und Steinen und legte entsprechende Sammlungen an.

### Philosophisch-theologische Ausbildung und paläontologische Forschung (1892–1914)

Pierre Teilhard de Chardin mit 12 Jahren

Ab dem zwölften Lebensjahr besuchte Teilhard ein Jesuitenkolleg. 1899 trat er in Aix-en-Provence als Novize in den Jesuitenorden ein. Nach dem Noviziat und während des begonnenen Juvenats musste er wegen der Jesuitenverfolgung in Frankreich das Land verlassen und begann in einem Studienhaus auf der Kanalinsel Jersey mit einem Philosophiestudium. Daneben beschäftigte er sich mit Geologie und Fossilien.
Im August 1905 begann Teilhard im Jesuitenkolleg in Kairo eine dreijährige Lehrtätigkeit (Physik). Daneben unternahm er geologische Exkursionen nach Mokattam, Fayoum und Oberägypten. Ab Oktober 1908 studierte er Theologie in Ore Place bei Hastings im Südosten Englands. Nach dem Scholastikat wurde er am 24. August 1911 zum Priester geweiht. Von seinem Keuschheitsgelübde und der Zölibatsverpflichtung will er angeblich nie abgerückt sein. Beeinflusst von dem 1907 erschienenen Werk L’évolution créatrice von Henri Bergson, kristallisierte sich in mehreren Aufsätzen zu theologischen Themen seine spätere Weltsicht heraus. Hier reifte seine Erkenntnis, dass Geist und Materie nicht zwei einander entgegengesetzte Dinge, sondern zwei Zustände desselben kosmischen Substrats sind (Siehe auch Evolution und Schöpfung (Pierre Teilhard de Chardin)).

Teilhard bei einer Grabung in der Höhle von Castillo, 1913

1912 verließ er England, um ein Volontariat bei dem französischen Geologen und Paläoanthropologen Marcellin Boule am Muséum national d’histoire naturelle in Paris zu absolvieren. Mit Abt Henri Breuil arbeitete er an der Ausgrabung der Höhle von Altamira in Nordspanien. Im August 1913 machte Teilhard Urlaub in Ore Place im Südosten Englands, betrieb mit Charles Dawson einige Nachforschungen und fand am 30. August einen affenartig aussehenden Eckzahn, der Abnutzungserscheinungen aufwies, wie sie für Menschen typisch sind. In der Folge war er mit Dawson ab 1913 in den Fund des Piltdown-Menschen im Süden Englands verwickelt, der sich später als Fälschung herausstellte. Teilhard bestritt jedoch stur und beharrlich, dass es sich bei dem Piltdown-Menschen um eine wissenschaftliche Fälschung handelte, und verstrickte sich bei Versuchen, den Verdacht der Mittäterschaft von sich abzulenken, in Widersprüche. In dieser Zeit fasste Teilhard den Entschluss, sich ganz der Erforschung des fossilen Lebens zu widmen. Seine Ordensoberen hatten nichts dagegen, da ihnen sein selbstständiges theologisches Denken missfiel. Als Vorbereitung absolvierte er in Paris ein Zusatzstudium in Paläontologie, der Wissenschaft von den Lebewesen vergangener Erdzeitalter.

### Frontsoldat im Ersten Weltkrieg
Im Dezember 1914 wurde Teilhard in die französische Armee eingezogen und umgehend an die Westfront geschickt, wo er bis Kriegsende blieb. Der Erste Weltkrieg, in dem Teilhard als Sanitätskorporal in einem marokkanischen Schützenregiment unter anderem bei der Schlacht um Verdun, der Zweiten Marneschlacht und den Schlachten um Ypern im Einsatz war, unterbrach seinen wissenschaftlichen Werdegang. In seinen Kriegstagebüchern brachte er seine Begeisterung für seinen Kriegseinsatz zum Ausdruck, der ihn anfangs glücklich machte und begeisterte, weil er in seiner Naivität glaubte mit seinem Einsatz an der Front einen Beitrag zum Fortschritt des Kosmos leisten zu können, als den er diesen Krieg interpretierte. Eine Beförderung zum Kaplan (Militärgeistlicher) im Hauptmannsrang lehnte er ab, um als Krankenträger Verwundete von den Schlachtfeldern holen zu können.
In den Kampfpausen begann er sich mit der Evolution auseinanderzusetzen und diese abzulehnen. 1916 verfasste er den Aufsatz Das kosmische Leben (enthalten in Frühe Schriften), in dem er kurz darauf hinweist, dass er Christus als Zentrum des Universums versteht. Er überlebte den Krieg unverletzt und wurde für seinen Mut und seinen Einsatz mit dem Orden der Ehrenlegion ausgezeichnet. Während dieser Zeit berichtet er von mehreren Christus-Visionen. Das beschrieb er in seiner autobiografischen Schrift Das Herz der Materie ausführlich. Die Bilder, die seine Visionen auslösten, bezogen sich hauptsächlich auf katholische Symbole: das Herz Jesu, die Monstranz, die Hostie usw.
Im Frühling 1918 schrieb er in intensivem Austausch mit seiner Cousine, der Philosophin Marguerite Teillard-Chambon, eine Hymne an Das Ewig Weibliche (ebenfalls enthalten in Frühe Schriften). Am 26. Mai 1918 legte Teilhard seine feierlichen Ordensgelübde ab, und im März 1919 wurde er aus dem Militärdienst entlassen. Für seine militärischen Verdienste wurde er zum Ritter der Ehrenlegion ernannt und mit dem Croix de guerre und der Militärmedaille ausgezeichnet.

### Erste Forschungsreisen und Konflikte mit der Kirche (1920–1926)
1920 bestand Teilhard an der Sorbonne die naturwissenschaftliche Diplomprüfung (Licence) und schrieb danach seine Dissertation über die Säugetiere des französischen unteren Eozäns. 1922 promovierte er zum Docteur ès sciences und erhielt anschließend eine außerordentliche Professur (Maître de conférences) für Geologie am renommierten Institut Catholique de Paris. Außerdem war er 1922–23 Präsident der Société géologique de France. Durch seine unorthodoxe, wenngleich fromme Denkweise verstrickte er sich in einen unauflösbaren Konflikt mit den kirchlichen Autoritäten, weil seine Vorstellungen über die kosmische Evolution und die Überwindung des Materie-Geist-Dualismus den orthodoxen theologischen Auffassungen widersprachen. Deshalb arbeitete er hauptsächlich als Geologe und Paläontologe und nahm an mehreren Forschungsreisen teil, die ihn nach Burma, Äthiopien, Indien, Java sowie nach China führten, wo er mit einem Geologen-Freund die Wüste Ordos erkundete. In dieser Zeit entstanden u. a. die Schriften Die Messe über die Welt, Mein Universum und Das Auftreten des Menschen.
Im September 1924 kehrte Teilhard nach Paris zurück und nahm wieder seine Vorlesungen auf. Daneben schrieb und veröffentlichte er Die Hominisation, eine wissenschaftliche Studie über die Evolution des Menschen.

### Exil in China und „Das göttliche Milieu“ (1926–1932)
Ein Arbeitspapier Teilhards, in dem er versuchte, die Lehre von der Erbsünde im Rahmen einer evolutiven Bewegung neu zu interpretieren, machte ihn in Rom zum Verdächtigen. Um ihm ein kirchliches Verfahren zu ersparen, beschloss sein Ordensgeneral Wladimir Ledóchowski im Mai 1925, ihn nach China zu verbannen. Zuvor waren ihm sechs Lehrsätze vorgelegt worden, zu denen er sich bekennen sollte. In einem Fall (Abstammung aller Menschen von Adam) verweigerte er sich. Er beendete daraufhin gehorsam seine wissenschaftlichen Arbeiten, gab seinen Pariser Lehrstuhl auf und trat im April 1926 die Reise ins chinesische Exil an, wo er den Großteil seines Lebens blieb. In der Folge stürzte er in eine tiefe innere Krise. Seine persönliche Katastrophe versuchte er mit der Schilderung seiner Erfahrungen und Überzeugungen in seinem 1926 verfassten „Andachtsbuch“ Das göttliche Milieu zu verarbeiten. Die Begegnung mit Gott hielt er auch im Zustand des Erleidens, im Schmerz und in der Minderung für möglich.
Später gestatteten ihm seine kirchlichen Oberen, an einer längeren Expedition in die östliche Mongolei teilzunehmen, wo Teilhard die Tektonik der Erdkruste erforschte und Fossilienkunde betrieb. Es war der Auftakt zu einem zwanzigjährigen asiatischen Exil. Mit einem Freund zusammen unternahm er sodann fünf geologische Expeditionen, was ihm erlaubte, eine geologische Karte Chinas zu erstellen.
1927 bereiste er Dalai-Nur in der östlichen Mongolei, anschließend machte er einen Abstecher nach Abessinien und Französisch-Somaliland. Daneben schrieb er das erste seiner beiden Hauptwerke, Der Göttliche Bereich, wofür ihm jedoch die kirchliche Zensurbehörde die Druckerlaubnis verweigerte.
1929 reiste Teilhard nach China zurück. In Peking lernte er Lucile Swan kennen, eine amerikanische Bildhauerin, mit der er bis zu seinem Tod einen intensiven Briefwechsel pflegte.
Im selben Jahr übernahm Teilhard die Oberaufsicht des National Geological Survey of China, und im Dezember dieses Jahres erregte die Arbeitsgruppe um Teilhard und Davidson Black weltweites Aufsehen, weil sie den ersten Schädel des fossilen Peking-Menschen (Sinanthropus Pekinensis) in einer der Höhlen von Zhoukoudian in Chou Kou Tien entdeckte. Es handelte sich um ein 500.000 Jahre altes Verbindungsglied zwischen dem Menschen und dessen vermuteter affenähnlicher Vorstufe. Dies war eines der bedeutendsten paläontologischen Ereignisse des zwanzigsten Jahrhunderts. (Chinesische Forscher haben die Knochen 2009 neu datiert. Das Ergebnis: Die versteinerten Überreste des Homo erectus sind 780.000 Jahre alt.)
1931 nahm er an der Expedition Croisière Jaune mit Citroën Halbkettenfahrzeugen quer durch China teil. Teilhards Interesse wandte sich jetzt mehr und mehr der Evolution des Menschen zu, was sich in Fundanalysen, aber auch in zahlreichen schriftlichen Arbeiten, Referaten und einer umfangreichen Korrespondenz niederschlug. Unter anderem ging es dabei auch um die Beziehung von Mann und Frau auf einer geistigen Ebene.

### Forschungsreisen rund um die Welt, „Der Mensch im Kosmos“ (1933–1945)
Ab Februar 1933 unternahm Teilhard Forschungen in Zentralchina. In dieser Zeit schrieb er Mein Glaube nieder. 1935 besichtigte er zusammen mit Helmut de Terra (Mein Weg mit Teilhard de Chardin) Fundorte in Indien und Java. Zurück in Peking, entwarf er verschiedene Beiträge zum Thema ‚personales Universum‘. 1937 reiste er in die USA, wo er in Philadelphia mit der Gregor-Mendel-Medaille ausgezeichnet wurde. Es folgte eine Reise nach Honolulu und Japan. Dann ging es zurück nach China, dann nach Birma und wieder nach Java. In dieser Zeit entstanden Das geistige Phänomen und Die menschliche Energie. Alle diese Reisen unternahm Teilhard zusammen mit Freunden und als Mitglied eines internationalen Netzwerks von Paläontologen und Geologen.
Das Royal Anthropological Institute in London wählte Teilhard 1937 zum Mitglied. Die Pariser École pratique des hautes études (EPHE) ernannte ihn 1938 zum Direktor des eigens für ihn eingerichteten „Labors für angewandte Geologie zu den Ursprüngen des Menschen“.
Teilhard reiste ein fünftes Mal zu weiteren Forschungen nach Peking, wo ihn die japanische Invasion im Zweiten Weltkrieg festhielt. In dieser Zeit verfasste er sein Hauptwerk, Der Mensch im Kosmos (Le phénomène humain, entstanden 1940), in dem er den Versuch unternahm, die Gegensätze zwischen naturwissenschaftlichem und theologischem Denken auszuräumen. Dem Buch wurde durch die kirchliche Zensurbehörde die Druckerlaubnis verweigert. Daher wurde das Werk, wie andere seiner Schriften, behelfsmäßig vervielfältigt. Nur einige Dutzend wissenschaftliche Aufsätze konnte Teilhard in Fachzeitschriften veröffentlichen.

### Ehrungen, letzte Forschungsaufenthalte, Verbannung nach New York (1946–1955)
1946 kehrte Teilhard nach Frankreich zurück, wo er seine Lehrtätigkeit an der EPHE aufnahm. Ab 1947 arbeitete er außerdem als Directeur de recherche am Centre national de la recherche scientifique (CNRS). Er versuchte Anschluss zu finden an das geistige Milieu in Westeuropa, besuchte Konferenzen und hoffte weiter auf die Veröffentlichung seiner Hauptwerke. In der Nacht zum 1. Juni 1947 erlitt er einen Herzinfarkt. 1947 wurde er für seine geowissenschaftlichen Leistungen in Paris zum Offizier der Ehrenlegion ernannt. Drei Jahre später wählte ihn die französische Akademie der Wissenschaften zu ihrem Mitglied. In weiteren Schriften rundete er sein Lebenswerk ab, so auch mit seiner Autobiografie Das Herz der Materie.
1951 reiste Teilhard nach Südafrika zu den Ausgrabungen des 1925 entdeckten Australopithecus. Dabei traf er mit Raymond Dart, J. T. Robinson und Clarence van Riet Lowe zusammen, um die archäologischen Befunde zu diskutieren. In diesem Zusammenhang besuchte er die Sammlungen im Department of Anatomy der Witwatersrand-Universität in Johannesburg sowie des Archeological Survey und des Transvaal Museum in Pretoria. Während seines Aufenthalts bereiste Teilhard die Ausgrabungsstätten bei Sterkfontein und Makapansgat. Seine Eindrücke von den Fundstätten und seine theologischen Schlussfolgerungen formulierte er zu einer Synthesis auf Grundlage des christlichen Glaubens, die er in einem Brief von Kapstadt aus an den Generaloberen des Jesuitenordens Jean Baptiste Janssens sandte.
Im selben Jahr wurde er von seinem Orden – im Zusammenhang mit der 1950 erschienen Enzyklika Humani generis („Über einige falsche Ansichten, die die Grundlage der katholischen Lehre zu untergraben drohen“) – wiederum aus Frankreich verbannt, diesmal nach New York. Und wieder fügte sich der Siebzigjährige der Ordensdisziplin. Seine letzten Jahre verbrachte Teilhard als Mitarbeiter der Wenner-Gren Foundation for Anthropological Research in New York City. Vor allem in seinen letzten Jahren litt Teilhard unter den zunehmenden Spannungen mit Rom und seinem Orden.
In den folgenden vier Jahren unternahm er Forschungsreisen in Nord- und Südamerika sowie 1953 nochmals in Südafrika, wobei diese Aktivität wieder von der Wenner Gren Foundation unterstützt wurde. Während seines Aufenthalts nahm Teilhard Funde in Kapstadt, Bloemfontein, Johannesburg, Pretoria und in Nordrhodesien in Augenschein. Zudem weilte er an neuen Ausgrabungsstätten, wie Hopefield nahe der Saldanha Bay. Er schlussfolgerte nach seinen Erkenntnissen über afrikanische Fundstätten, dass das Afrika südlich der Sahara möglicherweise die „Wiege der Menschheit“ sein könne.
Er verfasste seine letzten Schriften wie Die Energie der Evolution und Der Stoff des Universums. Seit 1947 war er Mitglied der Académie des sciences. 1952 wurde er Ehrenmitglied der Society of Vertebrate Paleontology.
Pierre Teilhard de Chardin verstarb am Ostersonntag des Jahres 1955, mitten aus einer Diskussion heraus. Er wurde bestattet auf dem Jesuiten-Friedhof im Noviziat Saint Andrew-on-Hudson in Hyde Park, New York. Nach Schließung des Noviziats (1968) wurde die Immobilie 1970 verkauft an das Culinary Institute of America (CIA), eine weltweit renommierte Schule für Gastronomie, auf deren Campus sich der Jesuiten-Friedhof mit seinem Grab befindet.
Nach seinem Tod, zum Teil erst mit mehrjähriger Verzögerung, konnten seine Bücher gedruckt und in andere Sprachen übersetzt werden. Sie erreichten in kurzer Zeit Millionenauflagen, nachdem schon seine Vorträge und unter der Hand vervielfältigten Manuskripte auf größtes Interesse gestoßen waren.

## Werk
Teilhards naturwissenschaftliches Werk umfasst 11 Bände mit fast 5000 Seiten. Seine philosophischen Abhandlungen sind noch umfangreicher. Neben seinen Büchern hat er hunderte Aufsätze und Vorträge verfasst, nebst unzähligen Briefen und Tagebuchnotizen. Die meisten der kürzeren Schriften sind in thematischen Sammelbänden veröffentlicht worden.
Teilhards Thesen können in zwei Kategorien unterteilt werden. Diejenigen, in denen er eher eine naturwissenschaftlich-technische Sicht vertritt, finden sich in seinem 1940 verfassten Hauptwerk Le Phénomène humain (Der Mensch im Kosmos) und Werken wie Die Entstehung des Menschen (La Place de l’Homme dans la Nature). Die eher mystische und spirituelle Seite findet sich in Werken wie Le Milieu divin (Der Göttliche Bereich). Beide Kategorien bilden das Fundament der neuen Theologie Teilhards, die kein Imprimatur und kein Nihil obstat (Unbedenklichkeitserklärung) der römisch-katholischen Kirche erhalten konnten.
Seine Schrift Der Göttliche Bereich – Ein Entwurf des Inneren Lebens handelt von der individuellen innerseelischen Entwicklung. Teilhard hatte mit ersten Entwürfen zu diesem Buch 1920 begonnen und die definitive Fassung im Winter 1926/27 in Tien Tsin niedergeschrieben. Nach langem Hin und Her durfte es dann doch nicht gedruckt werden und erschien erst 1957, zwei Jahre nach seinem Tod.
Für Teilhard war die bewusste Reflexion der Phänomene des existentiellen Ekels von großer Bedeutung. Er setzte sich in seinen Schriften ausführlich mit dem Begriff des Ekels am Leben auseinander, den er für die Ursache für die Erlahmung des Lebensschwungs hielt, und der als allgemeiner Feind der Menschenheit zu bekämpfen sei. Ab der Zeit des beginnenden Zweiten Weltkrieges räumte Teilhard dem Thema des existentiellen Ekels in seinem Werk den größten Raum ein. Vor dem Hintergrund seiner zunehmenden depressiven Schübe und Angstzustände und angesichts der bedrückenden Weltlage stemmte er sich zwar gegen den Defätismus, brachte aber zum Ausdruck, wie bedroht er sich und seine Vision von der Evolution hin zum Omegapunkt sah und dass der Kampf gegen den Ekel in ihm selbst stattfand.

## Denken
Teilhards Denken ist geprägt von breitem naturwissenschaftlichem Wissen und zugleich von einer gewissen katholischen Frömmigkeit. Mit seiner Annahme, dass die Schöpfung als ein bis ans Ende der Zeiten fortdauernder Prozess mit noch ungeahnten Ergebnissen anzusehen sei, und nicht als etwas Abgeschlossenes und Fertiges, wie es die biblischen Schöpfungserzählungen nahezulegen scheinen, weichte er die methodischen Grenzen zwischen Naturwissenschaft und Theologie auf. Schöpfung und Evolution sind für Teilhard kein Gegensatz. Neu gedacht hat er auch das Verhältnis von „notwendiger“ Entwicklung und menschlicher Freiheit. Theologisch knüpft er dabei an die Lehre vom Heiligen Geist als Spiritus Creator an, der mit der geschöpflichen Freiheit stets gegenwärtig zusammenwirkt. Teilhards weitere Einsichten zur Evolution des Menschen, insbesondere hinsichtlich dessen spiritueller Aspekte, werden oft mit denen des indischen Philosophen Sri Aurobindo verglichen, der den heutigen Menschen als Übergangswesen zu einer höheren Entwicklungsstufe ansieht. Teilhard litt seit der Jugendzeit unter periodisch wiederkehrenden Phasen existentieller tiefer Depression. Mit Beginn des Zweiten Weltkriegs begann die Zeit seiner Mutlosigkeit. Hinzu kamen Angstzustände, die auch in der Nachkriegszeit anhielten.
Für Teilhard ist die Mystik „die Wissenschaft der Wissenschaften“. Sie ist die große Wissenschaft und die große Kunst, die einzige Macht, die imstande ist, die durch andere Formen menschlicher Tätigkeit gesammelten Reichtümer zu einer Synthese zu bringen. So ist die „mystische Ergriffenheit“ (la vibration mystique) in seinen Augen von der „wissenschaftlichen Ergriffenheit“ (la vibration scientifique) überhaupt nicht zu trennen.
Die Grundintention der Arbeit Teilhards liegt in der Versöhnung des christlichen Glaubens mit dem evolutiven Weltverständnis. Dabei fasste er sein Weltbild in einer Art Glaubensbekenntnis zusammen.

### Überwindung des Geist-Materie-Dualismus
Teilhard ging von einer progressiven Geistwerdung des Kosmos aus, die er mit eigenwilligen Begriffen beschrieb: Demnach sei das Leben durch „Hylogenese“ in verschiedenen Vorstufen aus dem Stoff (altgriechisch ὕλη hýlē „Holz, Stoff, Materie“) hervorgegangen. Diese Phase sei in die Biogenese übergegangen, eine Sphäre des Lebendigen: die Biosphäre. Durch das Auftreten des Geistes würden sich immer komplexere Gebilde mit immer ausgeprägterer Innerlichkeit oder Zentriertheit bis hin zum Menschen gestalten. Diese dritte Phase im kosmischen Prozess nennt Teilhard die Noogenese, die zur Noosphäre führt (von nous, altgr. Geist). Die Noosphäre ist die letzte Etappe der Kosmogenese. Das Geistige wird von Teilhard als eine zentrierte Wirklichkeit verstanden, die im Menschen sich selber bewusst geworden ist.
Bis hierher findet sich Teilhard in Übereinstimmung mit der Mehrheit seiner naturwissenschaftlichen Zeitgenossen, während der Einbau des Geistes in sein kosmogenetisches Modell vor allem für die Theologie unannehmbar war, da er den herkömmlichen Dualismus von Geist und Materie relativiert.
Die Kosmogenese schreite nach der Entstehung des menschlichen Geistes mit der gleichen Dynamik, und nach den gleichen Gesetzen von zunehmender Komplexität und Konvergenz, weiter.
Aufgrund der Gesetze der Konvergenz, der Komplexität, der Verinnerlichung und der Zentrierung ist für Teilhard die Noosphäre eine sich selbst schaffende Wirklichkeit, die auf eine gemeinsame Mitte hin tendiert, auf ein „hyper-personales“ Zentrum. Den Zielpunkt der Noogenese setzt Teilhard vor allem in den Spätschriften mit dem „kosmischen Christus“ gleich. Noogenese und Christogenese bilden für ihn eine Einheit.
Er unterscheidet zwei Phasen innerhalb der Noogenese: die Phase der Divergenz, zu der er das Besitzergreifen der Erde, das Auseinanderstreben, das Sich-voneinander-Absetzen zählt, und die Phase der Konvergenz, das tastende Einander-Suchen und Aufeinander-Eingehen. Nach Teilhard ist diese Phase vor allem durch die Menschwerdung Gottes in Jesus Christus sichtbar geworden. Im Christentum wird sie nach seiner Meinung weitergeführt. Von ihm erwartet er nicht nur die stärksten Impulse für die Konvergenz, sondern auch den endgültigen Sieg.

### Die Liebe als kosmische Energie
Da die gesamte Wirklichkeit auf ein Ziel hin ausgerichtet ist, muss in ihr die Energie vorhanden sein, die es ihr ermöglicht, diesem Ziel entgegenzutasten. Teilhard glaubt, diese „kosmische Energie“ überall zu entdecken. Er geht in verschiedenen Schriften darauf ein. Auf der Stufe des Menschen erscheint sie als die Liebesenergie. Doch sie war schon lange vor dem Menschen am Werk. So schreibt er in Der Mensch im Kosmos:

„In ihrer vollen biologischen Realität betrachtet, ist die Liebe nicht auf den Menschen beschränkt. Sie ist die Anziehung, die ein Wesen auf ein anderes ausübt. Sie ist allem Leben eigentümlich und verbindet sich in verschiedener Weise und in verschiedenem Grade mit allen Gestalten, in denen die organische Materie nach und nach erscheint. […] Wenn nicht schon im Molekül auf unglaublich rudimentärer Stufe eine Neigung zu Vereinigung bestünde, so wäre das Erscheinen der Liebe auch auf höherer Ebene, in der menschlichen Form, physisch unmöglich.“

Für Teilhard ist die Liebe die universellste, die ungeheuerlichste und die geheimnisvollste der kosmischen Energien. Sie ist die Antriebskraft für das gesamte kosmologische Streben. Sie nimmt das letzte Ziel, die organische Einheit alles Seienden, bereits handelnd und leidend vorweg. Diese Liebe ist für Teilhard im Herzen von Jesus Christus bereits vollkommen verwirklicht. Sie ist nicht von außen in die kosmische Wirklichkeit eingedrungen, sondern ebenso wie der menschliche Geist ist sie dieser Wirklichkeit entsprungen, hat dabei ihr Wesen verändert und ist im Menschen personal geworden.
Beides muss beachtet werden: die Kontinuität der Liebesenergie und die Diskontinuität durch die jeweilige Verwandlung. Ähnlich wie zwei Liebende einander anziehen und sich durch diese Anziehung verändern, so gibt der menschliche Geist sich dem Größeren hin, vereint er sich mit ihm.
Es ist von Anfang an dieselbe Energie, welche die Gesamtwirklichkeit vorantreibt, doch sie verwandelt sich in den verschiedenen Phasen der Kosmogenese. Unter diesem Aspekt bezeichnet Teilhard den gesamten kosmischen Prozess als „Amorisation“ (= einigende und vollendende Liebeskraft). Deshalb ist die Liebe die treibende Urkraft der Kosmogenese.

### Christologie Teilhards
Teilhard verwendet in seinen Werken den Ausdruck kosmischer Christus. Hypothetisch stellte er sich dabei vor, dass „Christus mit Hilfe einer Weltseele (deren Platz er einnehmen würde) Lebenskräfte auf das Universum ausstrahlen würde.“ Die Weltseele verrichte dabei durch menschliche Anstrengungen auf der Erde ein sich „von unten“ aufbauendes Werk, durch das sich auch der kosmische Christus entwickele. Christus erhalte durch diese Kosmogenese eine kosmische Dimension, und der Kosmos erhalte eine „christische“ Dimension. Dies drückt Teilhard mit dem Begriff Christogenese aus. An einer Stelle spricht er von „Theogenese“, im Sinne einer Gottwerdung der Gesamtwirklichkeit. Der Begriff des kosmischen Christus wurde ein paar Jahre zuvor von der anglo-indischen Theosophin Annie Besant geprägt.
Die Auferstehung Jesu Christi wird von Teilhard als heilsgeschichtliche Tatsache und in seiner individuellen theologischen Schau thematisiert: Er hält die Passions- und Ostererzählungen und die Auferstehung für eine zentrale Wahrheit. Die Überwindung des Todes läute die Endzeit ein; in und durch Christus beginne eine neue Menschheit und Schöpfung. Die kirchliche Lehre, nach der Christus einen menschlichen Leib und eine göttliche Natur hat, ergänzt Teilhard durch die intuitiv erfasste These, der kosmische Leib Christi befinde sich in Entwicklung und sei zugleich das Endziel der natürlichen Evolution aller Wesen. Teilhard unterscheidet die gefallene, irdische Welt vom göttlichen Bereich (Übernatur), die nur dem gläubigen Bewusstsein zugänglich sei. Der göttliche Bereich gleiche dem Reich Gottes des Evangeliums und vereine scheinbar widersprüchliche Eigenschaften: Universalität und Personalität, Immanenz und Transzendenz, Nähe und Unendlichkeit.

### Der Punkt Omega
Um das Ziel zu beschreiben, auf das sich die Kosmogenese hintastet, benutzte Teilhard die Metapher Omega. Alpha und Omega, das ewig Eine, ist ein biblischer Hoheitstitel für Christus in der Apokalypse des Johannes (Offb 21,6 , Offb 22,13 ). Teilhard verstand den Punkt Omega als ein Zentrum der ans Ziel gelangten Gesamtwirklichkeit und versuchte damit auch im Gespräch mit Nichtchristen zu bleiben:

„Wenn der Punkt Omega nicht von Natur erhaben wäre über Zeit und Raum, die er in sich sammelt, so wäre er nicht Omega. Eigengesetzlichkeit, allgegenwärtiges Wirken, Irreversibilität und schließlich Transzendenz: das sind die vier Attribute von Omega.“

Der „Punkt Omega“ ist Ziel, Richtung und Motor der Evolution. Teilhard beschrieb in seinem Hauptwerk Der Mensch im Kosmos die Einigung der Welt durch Gott mittels Jesus Christus mit folgenden Worten:

„Die Welt schaffen, vollenden und entsühnen, so lesen wir bereits bei Paulus und Johannes, ist für Gott die Einigung der Welt in einer organischen Vereinigung mit sich selbst. Auf welche Weise eint er sie? Indem er zu einem gewissen Teil in die Dinge eintaucht, indem er sich zum ‚Element‘ macht, und indem er dann, kraft des im Herzen der Materie gefundenen Stützpunktes, die Führung und den Plan dessen übernimmt, was wir heute Evolution nennen. Indem er als Mensch unter Menschen erstanden ist, hat Christus als Prinzip universeller Lebenskraft seine Stellung eingenommen, und er ist seit je dabei, den allgemeinen Aufstieg des Bewusstseins, in den er sich hineingestellt hat, unter sich zu beugen, zu reinigen, zu leiten und aufs höchste zu beseelen.“

Im Büchlein Mein Universum, das der Unio Creatrix, der Einheit der Schöpfung, gewidmet ist, bezog Teilhard Christus noch direkter auf den Punkt Omega:

„Weil Christus Omega ist, ist das Universum physisch bis in sein materielles Mark durchdrungen vom Einfluss seiner übermenschlichen Natur.“

Der Begriff Omega machte es Teilhard schwierig, die personale Dimension des Zielpunktes der Kosmogenese mitklingen zu lassen. Ihm lag aber alles daran, darauf hinzuweisen, dass der Zielpunkt der Kosmogenese als etwas Personales verstanden wird, genauer, als ein „Hyper-Personales“. Er wollte aufzeigen, dass für ihn Geist eine historisch gewachsene, biologische, ja planetarische Größe ist, eine echte Frucht der Kosmogenese und keine außerkosmische Begleiterscheinung. Indem der Geist im Menschen personal geworden ist, muss auch das Ziel als personal verstanden werden, als das Zentrum aller zentrierten Einheiten. Die Vollendung des Menschen sah Teilhard nicht in einer weiteren Vervollkommnung der Individuen, sondern im erfüllenden Aufgehen der Individuen in der Gemeinschaft.

### Ethik und Evolution
In Der Mensch im Kosmos (Le Phénomène Humain) stellt Teilhard 1955 seine Auffassungen von der Schöpfung und dem Bösen dar. Anstelle der Schöpfungsgeschichte in sechs Tagen beschreibt Teilhard eine sich über Millionen von Jahren hinziehende Entstehung des Universums und den Menschen als jüngstes Evolutionsprodukt. Teilhard verfolgt den Verlauf der Stammesgeschichte des Menschen und der Hominisation bis zurück zu früheren menschenartigen Formen, den Menschenaffen. Folglich verneint er die biblischen Erzählungen im Buch Genesis von Adam und Eva und das Konzept der Erbsünde. In Teilhards Kosmos ist das Böse eine Antwort der Materie, die sich auf allen materiellen Ebenen in Form von Unordnung, Übel, Fehlern und Misserfolg zeigt. Auch der Zerfall im Sinne des Anstiegs der Entropie sei ein Übel, und doch sei er notwendig zur Weiterentwicklung.
Teilhard war überzeugt von der Notwendigkeit des Übels, denn da das Viele dem „Spiel der Möglichkeiten“ unterworfen ist, muss das Übel unter der riesigen Zahl der Geschöpfe vorkommen. Mit dem Auftreten des Menschen wird die Kosmogenese zum großen Wagnis, da der Mensch mit Freiheit begabt ist und sein egozentrisches Streben nach Unabhängigkeit dem Ziel der Einheit entgegenläuft. Käme es zum Beispiel im Raum der Freiheit des Menschen nicht vor, so müsste man ernstlich an der Freiheit zweifeln. Beim Menschen zeige sich das Böse neu im Gefühl der Einsamkeit, des Abgetrenntseins und der Angst, auch wegen der eigenen Sterblichkeit.
Teilhard hält den Menschen für unersetzbar und meint: „Trotz der Unwahrscheinlichkeit seiner Aussichten muss er ans Ziel gelangen; gewiss nicht notwendig, aber unfehlbar.“ Entmutigung und Verzweiflung hält er für das große Risiko der menschlichen Evolution, die grundlegende Versuchung.

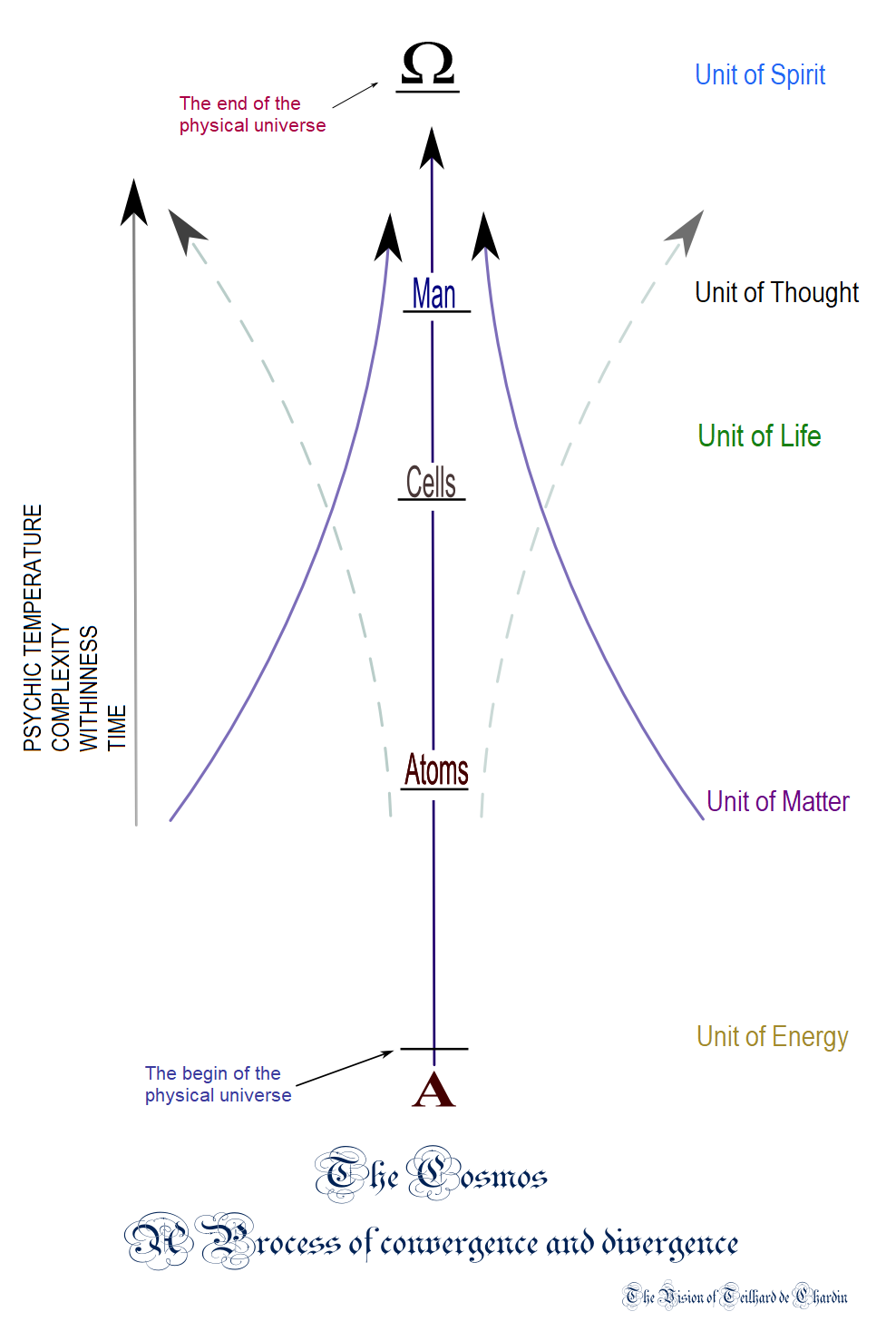
Entropie, Thermodynamik und Divergenz – Teilhard de Chardin

Für Teilhard ist die gesamte Wirklichkeit etwas Dynamisches, etwas, das dauernd in Entwicklung ist. Der Kosmos als statische, fixe Größe ist für ihn endgültig überholt. Er verwendet daher ganz selten den Begriff Kosmos. Lieber spricht er von Kosmogenese, wodurch das Entstehen, Werden und Sich-Entfalten des Universums deutlicher zum Ausdruck kommt. Er sieht in der Kosmogenese eine von Gott bewirkte kreative Bewegung, die noch nicht an ihr Ziel gelangt ist. Kennzeichen dieser Bewegung ist die ständige Zunahme der Organisiertheit alles Seienden. Die Kosmogenese befindet sich auf einem Weg, aber nicht um des Weges willen. Dieser Weg hat ein Ziel, das nicht von außen vorgeschrieben oder aufdiktiert ist. Die Kosmogenese tastet sich voran, auf ein Ziel hin, das sie Schritt für Schritt selber entwirft.
Teilhard geht davon aus, dass allen physischen Dingen geistige Eigenschaften innewohnen. Die Materie müsse, um Geist hervorzubringen, als Urmaterie bereits beseelt gewesen sein. Sie sei sich durch Evolution schließlich im Bewusstsein des Menschen ihrer selbst bewusst geworden. Er behauptet allerdings nicht, dass unbelebte Dinge Bewusstsein haben und zum Beispiel Schmerzen erleben können. Vielmehr postuliert er, dass bei den Lebewesen abgestufte Formen bewusster Geistigkeit anzutreffen sind. Nur dann, wenn ein Wesen in physischer Hinsicht ausreichend komplex ist, kann auch die entsprechende geistige Seite komplexe Züge annehmen.
Der Weg, den die Kosmogenese in der Vergangenheit eingeschlagen hat, verläuft nach Teilhard gemäß dem Gesetz der Konvergenz. Darunter versteht er die Vereinigung von zuerst getrennten Einheiten zu immer größeren, komplexeren Einheiten. In den beiden Faktoren Konvergenz und Komplexität offenbare sich das Grundstreben der Kosmogenese. Nach vorne erscheinen immer komplexere Gebilde, die zugleich immer intensiver konvergieren. Das Ziel werde das komplexeste Gebilde mit der größtmöglichen Konvergenz sein.

### Die neuen Sinne
Nach Meinung des Theologen Giulio Haas könne man die Weltschau Teilhards nur verstehen, wenn man den von ihm eingeführten Begriff der „innerseelischen Sinne“ berücksichtigt. Nach Teilhard handele es sich dabei um Sinne, die es ermöglichen, die Erscheinungen der ganzen Wirklichkeit zu erfassen und so den Gesamthorizont des Seins erfahrbar zu machen. Teilhard spricht von einem Sinn für den unermesslichen Raum und von einem Sinn für die Tiefe der Zeit. Darunter versteht er das Bewusstsein für die Zahl, für die Proportion, die Dualität, für die Neuheit, die Bewegung und das Organische.
In seinem Alterswerk Das Herz der Materie bezeichnet Teilhard den Sinn für das Ganze, also das Gespür für die Fülle, als die treibende Kraft in seinem Leben. Er ist sich damit bewusst, dass sein Weltbild nicht nur das Ergebnis objektiver Tatbestände ist, sondern auch die Frucht subjektiver, innerlicher Dynamismen. Dank der neuen Sinne ist der Mensch fähig, die Vollendung der Kosmogenese, die Fülle, das Pleroma, zu denken. Dank ihnen vermag sich der Mensch mit dem Weltganzen zu vereinen.
Unter dem kosmischen Sinn versteht Teilhard das Empfinden der Verwandtschaft der menschlichen Wirklichkeit mit dem evolutiven und letztlich personalen Universum:

„In einem personalen Universum findet […] der kosmische Sinn unmittelbar seinen natürlichen Platz: er stellt das mehr oder weniger dunkle Bewusstsein dar, das jeder von uns von der reflektierten Einheit gewinnt, in der er sich mit allen anderen zusammenschließt.“

Der menschliche Sinn wiederum ist für Teilhard eine gegenseitige Anziehungskraft, die im Ganzen der Noosphäre ausgebreitet ist.
Am schwierigsten zu verstehen ist der christische Sinn. „Christisch“ ist eine Wortschöpfung Teilhards als Pendant zu „kosmisch“. Wie er in Das Herz der Materie darlegt, bedurfte es seines ganzen Lebens, um den christischen Sinn zu erfassen und ihn zusammen mit dem kosmischen Sinn und dem menschlichen Sinn in seine Weltschau einzubauen.

## Wirkung
In den 1960er und 1970er Jahren gab es eine intensive Teilhard-Diskussion, die in der Folgezeit verebbte. In dieser Zeit stellte man Teilhard weitgehend als Versöhner von Theologie und Naturwissenschaft dar. Er galt als vehementer Befürworter des technischen und wissenschaftlichen Fortschritts. (Die Atombombenabwürfe auf Hiroshima und Nagasaki erfüllten Teilhard 1946 mit enthusiastischer Bewunderung. Auf befremdliche Weise begrüßte er die Atom- und Wasserstoffbombenexplosionen als Beweis „der unendlich entwicklungsfähigen Macht des Menschen“, ohne auch nur einen Gedanken an die Atombombenopfer in Hiroshima und Nagasaki und die Spätfolgen der Verstrahlung bis heute zu verschwenden.) Als jedoch in den 1970er Jahren die irreparablen Zerstörungen der Ökosysteme immer mehr zunahmen und sich das Umweltschutzbewusstsein entwickelte, wurden Teilhards Anthropozentrismus und seine kurzsichtige Technikgläubigkeit obsolet. Da sich Teilhard auch als unsensibel für die politische Verantwortung der Wissenschaft erwies, verurteilten ihn nun auch Naturwissenschaftler, wie Hoimar von Ditfurth, die ihn zuvor hochgeschätzt hatten. 
Das Klima der Teilharddiskussion gegen Ende der 1980er Jahre war laut Peter Modler von der uninteressierten Gleichgültigkeit sehr vieler Zeitgenossen sowie von einer ungemindert schroffen Zurückweisung Weniger und der unvermindert kritiklosen Jüngerschaft eines winzigen Anhängerkreises geprägt.

### Rezeption
Laut dem Konzilstheologen Henri de Lubac versuchte Teilhard niemals, seine Visionen für maßgeblich oder auch nur für vertretbar zu erklären. Strenggenommen entziehe sich die von Teilhard vorgetragene Weltschau einer präzisen theologischen Beurteilung. Daher konnten aus dem Gesamtwerk auch nicht einzelne Lehren entnommen und verurteilt werden. Vor einer allzu leichtgläubigen Teilhard-Rezeption habe die Heilige Kongregation des Heiligen Offiziums allerdings zu Recht gewarnt.
Nach Auffassung des Autors Ludwig Ebersberger habe man Teilhard völlig grundlos lebenslang unter das Veröffentlichungsverbot gestellt. Teilhard habe gezeigt, dass die Übertragung des überlieferten Glaubensgutes in die neuen Denk- und Aussageformen möglich sei, „ohne davon auch nur ein Jota preiszugeben – man war nicht in der Lage, ihm auch nur einen einzigen Satz als ‚häretisch‘ nachzuweisen.“

### Einflüsse und Ehrungen
Das Werk Teilhards zeitigte vielfältige wissenschaftliche, kulturelle und künstlerische Wirkungen. So gibt es in Frankreich Dutzende von Straßen, Plätzen usw., die den Namen Teilhards tragen. Auch Gymnasien und Vorlesungssäle wurden nach ihm benannt. Auch im deutschen Bundesland Saarland gibt es eine Teilhard de Chardin-Allee. Theodosius Dobzhansky, einer der bedeutendsten Evolutionsbiologen des 20. Jahrhunderts und Mitbegründer der modernen synthetischen Evolutionstheorie, widmete Teilhard den Essai Nichts in der Biologie macht Sinn, außer im Lichte der Evolution. Sieben ausgestorbene Primatenarten, die im Eozän in Nordamerika, Europa und Asien verbreitet waren, tragen den Gattungsnamen Teilhardina. Mehrere Musikstücke sind als Hommage an Teilhard entstanden, so die Sinfonie Nr. 8 von Edmund Rubbra (1968) und die Musik-CD Le Coeur de la matière von Matthias Müller.
Die kanadische Autorin Gabrielle Roy traf de Chardin Ende der 1940er Jahre in Paris. Nach Ansicht ihres Biografen François Ricard hat sein Denken sie danach stark beeinflusst.

### Teilhard-Organisationen
- 1965 wurde in Paris die Fondation Teilhard de Chardin gegründet mit Sitz im Musée national d’histoire naturelle.
- In verschiedenen Ländern gibt es Teilhard de Chardin-Gesellschaften. Die amerikanische The American Teilhard Association ATA wurde 1967 gegründet. Die deutsche Teilhard-Gesellschaft in München hat unter anderem die Acta Teilhardiana herausgegeben (siehe Weblink).
- Viele Lesegruppen und Vereinigungen trugen und tragen Teilhards Namen.
- Die Leiterin des katholischen Katharina-Werks in Basel, Pia Gyger, ließ sich ab 1982 bei der Neuausrichtung der Frauengemeinschaft von der Weltsicht Teilhards und der östlichen Zen-Meditation inspirieren.[49]

## Teilhard im Urteil seiner Zeitgenossen
Teilhard-Übersetzer Josef Vital Kopp:

„Teilhard wird uns geschildert als hohe, auf den rastlosen Fahrten hager gebliebene Gestalt. Seine feinen, aber energischen Gesichtszüge waren von Meer- und Wüstenwinden geprägt. Unter der hohen Stirn blitzten braune, warme, gütig strahlende und zugleich kritisch prüfende Augen. Sein Mund war umspielt von kleinen ironischen Falten. Die langfingrigen Forscherhände waren ständig in Bewegung, und die Gebärden, selbst des alternden Mannes, noch immer von jugendlicher Behändigkeit. […] Teilhard war ein liebenswürdiger Mensch, ein Mann des Dialogs. Wo immer er auftrat, verbreitete er Optimismus und Vertrauen. Jedermann wurde von seiner Ausstrahlung und Herzlichkeit gefangen.“

Maurice Blondel, Philosoph und Freund Teilhards:

„Seine Überzeugungskraft drückte sich bisweilen in einem inbrünstigen Bekehrungswillen und einem prophetenhaften Ton aus, die manch einer als geradezu indiskret empfinden mochte. Doch Hand in Hand damit ging bei Teilhard eine Bescheidenheit einher, die ihn hinderte, jemals zu glauben, er habe alles Wahre erkannt.“

Handschrift Teilhards mit Unterschrift, 1908

Teilhards Cousine Marguerite Teillard-Chambon über seine ersten Schriften:

„Selbst äußerlich sind seine Manuskripte von einer peinlichen Sorgfalt in der Schrift und der Einteilung, so als gingen sie aus einem stillen Studierzimmer hervor, wiewohl seine Hand bei der Rückkehr aus den Schützengräben noch vor Müdigkeit und Erregung zittert. […] Was er in jenem außergewöhnlichen Lebensabschnitt, aus dem er verwandelt hervorging, gesehen, empfunden, gedacht hat, wird er es eines Tages kundtun können? Vor seiner Demobilmachung stellte er sich die bange Frage: Werde ich je gehört werden?“

Henri de Lubac, der während mehr als 30 Jahren mit Teilhard in einem ständigen Austausch war, schrieb, dass ihre Beziehung vom ersten Tag an von Vertrauen und absoluter Aufrichtigkeit geprägt war. Nach Henri de Lubac lebte in Teilhard schon als Kind eine Leidenschaft für das Absolute; diesen ‚beseligenden Gegenstand‘ suchte er überall und unermüdlich. Das Einsteigen in Teilhards Thematik gelinge dem leichter, der nicht mit vorgefassten Ideen an das Werk herantrete, wegen der herrlichen Unbefangenheit Teilhards. Er habe sich selbst bescheiden, aber sehr zutreffend definiert als „Mann, der versucht, treuherzig auszusagen, was seiner Generation am Herzen liegt.“ De Lubac weiter: „Stets und ständig sieht er im Leser seinen Freund, der bestrebt ist, zusammen mit ihm voranzuschreiten.“ Teilhard beanspruche nicht, mehr aufzuzeigen als einige „Einfallstraßen, auf denen sich uns der Blick auf eine Unermesslichkeit noch unerforschter Wirklichkeit auftut.“
Paul Grenet, ein Ordensbruder Teilhards:

„In seinen Schriften wie in seinen Beziehungen zu den Menschen hat er nur eine einzige Diplomatie befolgt: ‚die Diplomatie der Aufrichtigkeit‘.“

Der Biologe Adolf Portmann war der Ansicht, dass die Erforschung des Peking-Menschen Teilhards Ruf als Erforscher einer erloschenen Lebenswelt begründet und den Grund gelegt habe für das Vertrauen, mit dem viele Menschen seine weittragenden Folgerungen über die Evolution der Menschheit aufgenommen haben. Doch stellte Portmann gleichzeitig fest, dass bei ihm sehr häufig „der Prophet dem Forscher die Feder aus der Hand genommen hat“.
Claude Cuénot, ein Freund Teilhards:

„Es gibt keinen Teilhard für die Allgemeinheit und einen anderen für Eingeweihte. […] Ratschläge und Korrekturen nahm er nicht nur willig an, sondern erbat sie sogar, und zwar nicht allein von seinen Oberen […], sondern selbst von Jüngeren und weniger Erfahrenen.“

Alice Teillard-Chambon, Schwester von Marguerite:

„Auch wenn sich das Werk in einer wohlkonstruierten Form darbietet, kommt seine Kraft in der Sprache (man könnte fast sagen: seine Stoßkraft) von einem ersten Funken, der alles in Licht getaucht hat.“

Der Geologe Helmut de Terra, den Teilhard auf längeren Forschungsreisen durch Indien sowie nach Birma und Java begleitet hatte, beschrieb ihn so:

„Ihm lag jede predigende Überheblichkeit fern; er passte sich immer seiner Umgebung an und spielte nie den Überlegenen. Sofern er als Autorität sprechen konnte, war er nie rechthaberisch, wie er auch unter den widrigsten Umständen einer Reise keinerlei Sonderansprüche machte, sondern sich mit geradezu beschämender Bescheidenheit einzufügen verstand.“

Als Beispiel fügte de Terra an:

„Beim Studium eines Knochens, bei dem es sich um den Grad der Fossilisation drehte, benutzte Teilhard ein mir bis dahin unbekanntes Probiermittel: Er ließ seine Zunge über den Knochen gleiten und meinte, dass er, um als Fossil zu gelten, nicht genügend mineralisiert sei, weil er seine ursprüngliche Porosität bewahrt habe. Die Art, wie er den Knochen aus der schmutzigen Hand des Arbeiters nahm und ihn sorglos an die Lippen führte, war wiederum sehr charakteristisch für seine Unbekümmertheit. Diese Eigenschaft machte ihn zu einem idealen Begleiter auf Expeditionen.“

## Kritik
Mit seinen theologischen Ideen über den kosmischen Christus und Modifikationen in Schöpfungslehre, Gottes- und Christusbild stieß Teilhard bei kirchlichen Autoritäten, neuscholastischen Theologen, Naturwissenschaftlern, aber auch bei Philosophen wie Jacques Maritain und Dietrich von Hildebrand, auf Widerstand und mitunter scharfe Kritik.

### Theologische Kritik
1952 wurden Teilhards Lehren von Papst Pius XII. in seiner Enzyklika Humani generis verurteilt. 1957 verfügte die Kongregation für die Glaubenslehre die Tilgung aller Teilhard-Bücher aus den Seminaren und kirchlichen Häusern. Im Juni 1962 verfasste das Heilige Offizium ein Monitum und ermahnte alle Bischöfe, Ordensoberen und Universitätsverantwortlichen, dass insbesondere Jugendliche vor den Gefahren geschützt werden müssten, die von einigen theologischen und philosophischen Texten Teilhards ausgingen, ohne dabei einzelne Werke oder genauere Beispiele explizit zu nennen. Das Heilige Offizium nahm jedoch keine Schriften Teilhards in den Index Librorum Prohibitorum (Index der verbotenen Bücher) auf, der zum Zeitpunkt des Monitums von 1962 noch existierte.
Kurz darauf erlebten die Arbeiten Teilhards eine starke theologische Verteidigung durch prominente Kleriker. Der Jesuit und nachmalige Kardinal Henri de Lubac verfasste in den 1960er Jahren drei umfassende Bücher über die Theologie Teilhards. In den folgenden Jahrzehnten äußerten sich prominente Theologen und Prälaten, darunter führende Kardinäle und die Päpste Johannes Paul II., Benedikt XVI. und Franziskus, wohlwollend zu Teilhards Ideen.
Giulio Haas war der Auffassung, Teilhard habe das Problem des Bösen in einer Beziehung nicht gelöst:

„Es handelt sich um das individuelle Böse. Teilhards Weltschau versucht zwar verständlich zu machen, warum das Böse in der Welt unvermeidlich ist und den Schöpfergott dadurch nicht desavouiert. Doch seine Schau beantwortet die Frage nicht, warum das Böse, das Leiden, gerade diesen bestimmten Menschen und auf diese besondere Weise befällt. Hier scheint die Schwäche Teilhards am sichtbarsten, nämlich sein mangelndes Interesse für den konkreten Einzelfall. Wie sorgfältig er auch als Paläontologe den einzelnen Fundgegenstand untersuchte und beschrieb – was ihn vor allem interessierte, war, das Einzelne in ein größeres Ganzes einzuordnen, und nicht das Einzelne in seiner jeweiligen Einmaligkeit.“

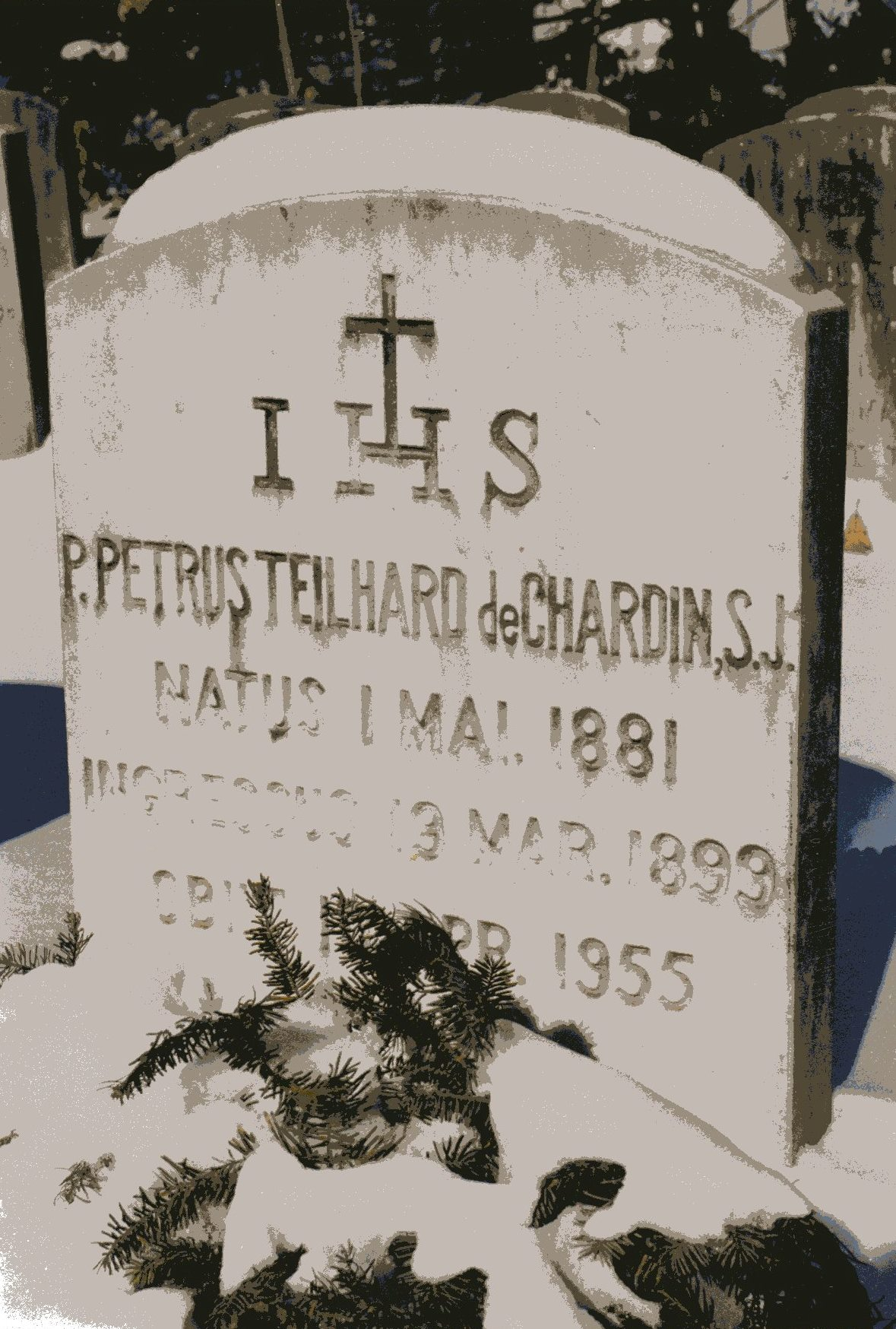
Teilhards Grab in New York, im Januar 2000

Eugen Drewermann hält Teilhards Interpretation des Evolutionsgeschehens, in dem er wachsende Komplexität der Evolution als gerichtetes Werden deutet, mit den Tatsachen für nicht vereinbar.
In seinem ersten Buch Evolution und Schöpfung (1963) warf der Philosoph Hans-Eduard Hengstenberg Teilhard noch „die Konfundierung aller Selbstände und Prinzipien“ vor und resümierte: „Solche Sätze hätten im abendländischen Raum nie geschrieben werden dürfen.“ Zwei Jahre später, in seinem zweiten Buch Mensch und Materie, urteilte Hengstenberg differenzierter:

„Es ist nicht zu bezweifeln, dass bei Teilhard de Chardin wertvolle Gedanken, besonders in religiös-aszetischer Hinsicht, zu finden sind. Man wird sein Buch Der Göttliche Bereich nicht ohne Ergriffenheit lesen. Aber diese positiven Momente lassen sich erst gewinnen und fruchtbar machen, wenn man sie aus dem System Teilhards und seinen die Wirklichkeit verzerrenden evolutionistischen Kategorien befreit.“

An anderer Stelle kritisiert Hengstenberg, dass Teilhard Gott als Lückenbüßer, bzw. deus ex machina heranzieht, und auf die ‚Kategorie Omega‘ dezimiert. Er habe die Christologie so verdreht, bis sie in sein Evolutionsschema passt. Der Teilhard-Kritiker Hans Urs von Balthasar findet es unerträglich, wie Teilhard das Mysterium der sich vernichtigenden Liebe Gottes in seine „biologische totale Krafthaushaltslehre (Energetik)“ integriert.
Auch bezüglich der menschlichen Freiheit war Hengstenbergs Kritik vernichtend:

„Von den Konflikten, in die der transformistische Evolutionismus mit der Wirklichkeit gerät, ist der Konflikt mit der Entscheidungsfreiheit besonders einleuchtend. Das ist am System Teilhard de Chardins zu sehen. […] Entweder muss man an der Irreversibilität der Evolution und ihres Transformismus festhalten und auf die in ihrem Wesen fehlbare Freiheit der Entscheidung verzichten, oder aber auf der indeterministischen ‚Wahl‘ beharren und die Irreversibilität des transformistischen Aufstiegs fallen lassen. In beiden Fällen stürzt aber das System Teilhards im Ganzen zusammen.“

Der Theologe und Hochschullehrer Jan-Heiner Tück bescheinigt den evolutionstheoretischen Rechtfertigungen Teilhards einen latenten Zynismus, der offen hervortrete, wenn dieser die Atombombenabwürfe auf Hiroshima und Nagasaki 1945 als Fortschritt des menschlichen Geistes preist, dabei die Schrecken des Krieges und die Atombombenopfer aber komplett ignoriere. Nach Tück befördere man sich bei Nachahmung der methodischen Unschärfe und der eigenwilligen Begrifflichkeit Teilhards im interdisziplinären Diskurs ins Abseits.

### Philosophische Kritikpunkte
Der deutsche Literaturwissenschaftler Ulrich Horstmann bezeichnet Teilhards Werk unverblümt als Wahnsystem und pathologische Vorstellung.
Der Philosoph Dietrich von Hildebrand lernte Teilhard 1951 in New York kennen, wo dieser einen Vortrag hielt. Er schrieb über diese Begegnung:

„Die Vorlesung war eine große Enttäuschung, denn sie bewies äußerste philosophische Verwirrung, besonders was Teilhards Auffassung von der menschlichen Person anging. Ich war damals aber noch mehr über seine theologische Primitivität erregt, da er den entscheidenden Unterschied zwischen Natur und Übernatur völlig ignorierte. […] Aber erst nach dem Lesen einiger Werke Teilhards wurde ich mir der katastrophalen Konsequenzen seiner philosophischen Ideen und der absoluten Unverträglichkeit seiner Theologie-Fiktion […] mit der christlichen Offenbarung und der Lehre der Kirche völlig bewusst.“

Weiter meinte Hildebrand: „Teilhard ist ein Autor, der ‚fasziniert‘. Das ist für die Sachlichkeit nicht gut. Der Beurteiler Teilhards gerät leicht in einen ‚Wirbel‘, der ihm die Orientierung raubt.“ Er bemängelte jedoch an der Teilhardkritik, dass das wirklich Positive bei Teilhard wenig herausgearbeitet würde: Es gäbe schwärmerische Verherrlichung, die keinem diene, aber es fehle die saubere Analyse. Hildebrand kenne keinen Denker wie ihn, „der so künstlich von einer Position in eine andere entgegengesetzte überspringt, ohne diesen Sprung auch nur zu bemerken oder sich dadurch beirren zu lassen.“

### Naturwissenschaftliche Kritikpunkte
- Obschon alle Fossilienfunde und morphologisch-anatomischen Studien eindeutig zeigten, dass es keine Orthogenese gibt, beharrte Teilhard in seinem Weltbild darauf.[73]
- Der Nobelpreisträger Sir Peter Medawar war gar nicht angetan von Teilhard. Er schrieb ihm geistige Verwirrung und eine übertriebene Ausdrucksweise zu, die auf Hysterie schließen lasse. Er sagte von Der Mensch im Kosmos, dieses Werk sei in seiner ganzen Vorgehensweise unwissenschaftlich:

„Teilhard praktiziert eine unexakte Wissenschaft und hat darin eine gewisse Geschicklichkeit erreicht. Er hat keine Ahnung, was ein logisches Argument ist und was ein Beweis. Er wahrt nicht einmal die herkömmlichen Formen wissenschaftlicher Schriftstellerei, obgleich er sein Buch ausdrücklich als wissenschaftliche Abhandlung bezeichnet. […] Ich habe Teilhards Buch mit wirklicher Pein, um nicht zu sagen, mit Verzweiflung gelesen und durchgearbeitet. Anstatt über die Lage des Menschen im Allgemeinen die Hände zu ringen, sollten wir lieber unsere Aufmerksamkeit dem zuwenden, was reparabel ist: vor allem der Leichtgläubigkeit, mit der die Leser ein solches Täuschungsmanöver hinnehmen. Wenn es sich dabei nur um eine naive, passive Leichtgläubigkeit handelte, wäre sie noch zu entschuldigen, aber es ist allzu deutlich, dass die Menschen betrogen werden wollen.“

- Zurückhaltender urteilte der Evolutionsbiologe Edward O. Dodson:

„Dass er ein großer christlicher Mystiker war, ist sicher wahr, aber es ist vielleicht nicht fair, ihn nur als zweitklassigen Naturwissenschaftler abzustempeln, denn er war einer der führenden Geologen und Paläontologen seiner Zeit.“

Doch dann stellte Dodson auch fest, dass Teilhard in seiner Forschung nicht genügend Datenmaterial vorgelegt habe, auf dem seine Generalisierungen basierten; und dass seine Überlegungen manchmal induktiv, sein Schreibstil sehr poetisch und daher irreführend oder unverständlich sei für jene, die seine Schriften als wissenschaftliche Schriften lesen. Er kommt zum Schluss, dass es einen Rest des Werks gebe, der aus wissenschaftlicher Sicht nicht unterstützt werden könne, nämlich das „Innere“, das „Kollektive“ sowie den „Punkt Omega“.
- Der französische Biologe und Philosoph Jean Rostand hat über Teilhards Werke gesagt:

„Teilhard ist kein Biologe; er hat weder die Ausbildung, noch die Kenntnisse, noch den Geist eines Biologen. Er ignoriert systematisch die Embryologie […].“

- Der Anthroposoph Johannes Hemleben schrieb in seiner Teilhard-Biografie:

„Teilhard verlässt zu schnell den Boden der Tatsachen naturwissenschaftlicher Forschung. Unmerklich wechselt er vom Wissen zum Glauben über.“

- Der Wissenschaftstheoretiker und Biologe Franz M. Wuketits bezeichnete Teilhard als „Evolutionsmystiker“:

„Glaubt man, aus naturwissenschaftlichen Aussagen religiöse Wahrheiten ableiten zu können, dann hat man […] zwei fundamental verschiedene Denkebenen miteinander verwechselt. Das Ergebnis ist dann ein eigenartiges Gemisch aus wissenschaftlicher Theorie und Mystik und jedenfalls für einen in halbwegs klaren Linien denkenden Menschen schwer zu verdauen.“

- Richard Dawkins bezeichnet Teilhards Hauptwerk Le Phénomène humain (Der Mensch im Kosmos) als „Musterbeispiel für schlechte naturwissenschaftliche Poesie“, worunter er den „übermäßig-schwelgerischen Gebrauch poetischer Allegorien“ sowie die „inflationäre Verwendung von bedeutungslosen Vergleichen“ versteht:[77]

„Teilhards Buch gibt sich zwar als naturwissenschaftliches Buch aus, aber seine ‚Seelentemperatur‘ und seine ‚Kalorien‘ sind ebenso bedeutungsleer wie die planetaren Energien der Astrologie.“

- Der mit Teilhard befreundete Basler Biologe Adolf Portmann:

„Eines macht die Auseinandersetzung mit dem Werk Teilhards besonders schwer. Es ist die innige Verbindung, die in allen Schriften das Ergebnis der Feldarbeit des Paläontologen mit der mystischen Versenkung in das Wunder des Lebens zur Einheit geformt hat. […] Die schärfste Grenze gegenüber den Aussagen Teilhard de Chardins ziehe ich dort, wo ihn seine prophetische Schau zwingt, das Kommende als eine klare Konsequenz des Wissens darzustellen.“

## Sprachprobleme
Nicht wegzudeuteln ist nach Thomas Becker die schwierige Sprache Teilhards, die eigenwillige Sprachgestalt seiner Texte, die infolge der Schwerfälligkeit der meisten Übersetzungen das Verständnis nicht gerade erleichtert. „Dazu kommt, dass man den Eindruck hat, dass Teilhard manchmal absichtlich verschlüsselte Aussagen macht oder dass der ursprüngliche Text durch die Zensur so verstümmelt wurde, dass seine Aussage nicht mehr verständlich ist.“
Der Theologe und Religionswissenschaftler Ernst Benz erläuterte bereits 1965, was den Zugang zu Teilhard im deutschen Sprachraum besonders erschwert: Zum einen habe er eine eigene Begriffssprache geschaffen, die sehr eigenwillig sei. Er habe in die Theologie eine Menge von naturwissenschaftlichen Kategorien hereingebracht, die bei ihm einen ganz neuen spirituellen Sinn erhalten. Daneben habe er eine Reihe von überraschenden Wortschöpfungen eingeführt, wie zum Beispiel „Planetisation“, „Hominisation“ „Amorisation“ (von amour).
Teilhard selber beurteilte manche Abhandlungen über ihn als „konfus“, weil in ihr zu viele Zitate aus Schriften unterschiedlicher Lebensabschnitte angehäuft wären.

## Rehabilitationsversuche
Es gab immer wieder kirchliche Versuche, Teilhard zu rehabilitieren oder zu würdigen:
- 1939 wurde Teilhard vom Ordensgeneral aufgefordert, seine Vision in aller Ausführlichkeit darzulegen.[82]
- Wenngleich fraglich sei, ob die Kirche Teilhards Theorien akzeptieren werde, um gegenüber der fortschreitenden Naturwissenschaft einen besseren Stand zu bekommen, hat die französische Bischofskonferenz 1959 in Marseille eine Gedenkminute abgehalten, um „das größte religiöse Genie des Jahrhunderts“ zu ehren.[83]
- Als einer der ersten begann sich der nachmalige Kardinal Henri de Lubac in den 1960er Jahren mit Teilhards theologischen Kritikern auseinanderzusetzen. Er gab zu, dass Teilhard in einigen seiner Konzepte nicht sehr präzise war, betonte aber seine kirchengetreue Auffassung. Nach Henri de Lubac stammen viele kritische Schriften über Teilhard aus partiellen Kenntnissen oder aus einer Voreingenommenheit: „Übergehen wir schweigend eine Anzahl emotional geblendeter Autoren, die man nur als Verleumder bezeichnen kann.“ Andere würden Teilhard höchste Bewunderung zollen, aber sein Denken unter einem Blickwinkel darstellen, aus dem heraus es höchst missverständlich werde.[84]
- Kardinal Christoph Schönborn schrieb im Jahr 2007: „Kaum jemand sonst hat versucht, das Wissen über Christus und die Idee der Evolution in eine Synthese zu bringen.“[85]
- Kardinal Gianfranco Ravasi, der Präsident des Päpstlichen Rates für die Kultur, erklärte im November 2017, Teilhards Darlegungen seien zwar „in einigen Punkten fehlerhaft und wegen sprachlicher Ungenauigkeiten nicht immer leicht korrekt zu verstehen“, doch gebe es nach dem heutigen theologischen Erkenntnisstand keinen Grund, vor seinen Schriften zu warnen. Der Päpstliche Rat für die Kultur beschloss eine Petition an Papst Franziskus mit der Bitte, Teilhard zu rehabilitieren und die Rüge (Monitum) des Heiligen Offiziums von 1962 aufzuheben.[86][87]

## Bibliografie

### Bücher
Vergleich der deutschen und französischen Werkausgaben
| Ausgabe | Pierre Teilhard de Chardin: Œuvres. 13 Bde. Éditions du Seuil. Paris 1955–1976. | Pierre Teilhard de Chardin: Werke. 10 in 9 Bde. Walter-Verlag. Olten 1960–1972.                             |
| ------- | ------------------------------------------------------------------------------- | --- |
| Band 1  | Le phénomène humain. 1955. 348 S.                                               | Der Mensch im Kosmos. 1960. XVI, 312 S.                                                                     |
| Band 2  | L’apparition de l’homme. 1956. 376 S.                                           | Der göttliche Bereich. Ein Entwurf des inneren Lebens. 1962. 398 S.                                         |
| Band 3  | La vision du passé. 1957. 392 S.                                                | Das Auftreten des Menschen. 1964. 364 S.                                                                    |
| Band 4  | Le milieu divin. Essai de vie intérieure. 1957. 202 S.                          | Die Schau in die Vergangenheit. 1965. 398 S.                                                                |
| Band 5  | L‘avenir de l’homme. 1959. 406 S.                                               | Die Zukunft des Menschen. 1963. 404 S.                                                                      |
| Band 6  | L’énergie humaine. 1962. 222 S.                                                 | Die menschliche Energie. 1966. 370 S.                                                                       |
| Band 7  | L’activation de l’énergie. 1963. 430 S.                                         | Die lebendige Macht der Evolution. 1967. 284 S                                                              |
| Band 8  | La place de l’homme dans la nature. Le group zoologique humain. 1963. 174 S.    | (fehlt) [Die Entstehung des Menschen. Aus d. Französischen übertr. v. Günther Scheel. München 1961. 130 S.] |
| Band 9  | Science et Christ. 1965. 294 S.                                                 | Wissenschaft und Christus. 1970. 296 S.                                                                     |
| Band 10 | Comment je crois. 1969. 294 S.                                                  | Mein Glaube. 1972. 290 S.                                                                                   |
| Band 11 | Les directions de l‘avenir. 1973. 234 S.                                        | (fehlt) |
| Band 12 | Écrits du temps de la guerre 1916–1919. 1976. 478 S.                            | (fehlt) |
| Band 13 | Le cœur de la matière. 1976. 254 S.                                             | (fehlt) |

#### Sonderausgaben
- (Band I) Der Mensch im Kosmos. Beck, München 1959, Neuauflage 2010: ISBN 3-406-60274-6 (Le Phénomène Humain, 1955).
- (Band IX) Die Entstehung des Menschen. Beck, München 1961. Ergänzungsband zu Der Mensch im Kosmos, neu 2006 als TB: ISBN 978-3-406-54742-3 (La Place de l’Homme dans la Nature. Le Groupe Zoologique Humain, 1956).

#### Weitere Ausgaben
- Die gegenwärtige Krise. In: Paul Distelbarth (Hrsg., Übers.): Neues Werden in Frankreich. Zeugnisse führender Franzosen. Ernst Klett, Stuttgart 1938, S. 300–313.[88]
- Lobgesang des Alls. Die Messe über die Welt – Christus in der Materie – Die geistige Potenz der Materie. Walter, Olten 1964 (L’Hymne de l’Univers, 1961).
- Mein Universum. Walter, Olten 1973 (Mon Univers, 1965).
- Vom Glück des Daseins. Walter, Olten 1969 (Sur le Bonheur, 1966).
- Auswahl aus dem Werk. Mit einem Nachwort von Karl Schmitz-Moormann. Walter, Olten 1964; wieder Fischer TB 1967.
- Frühe Schriften. Alber, Freiburg/München 1968 (Écrits du temps de la guerre, 1965).
- Hymne an das Ewig Weibliche. Johannes, Einsiedeln 1969.
- Mein Weltbild. Eine wissenschaftlich fundierte Weltdeutung vom Ende des Universums und vom Sinn der Schöpfung. Walter, Olten 1973.
- Aufstieg zur Einheit – Die Zukunft der menschlichen Evolution. Walter, Olten und Freiburg im Breisgau 1974.
- Das Tor in die Zukunft – Ausgewählte Texte zu Fragen der Zeit. Kösel, München 1984, ISBN 3-466-20250-7.
- Das Teilhard de Chardin Lesebuch. Herausgegeben von Günther Schiwy, Walter, Olten 1987.
- Das Teilhard de Chardin Lesebuch. Neuauflage bei Patmos, Düsseldorf 2006, ISBN 978-3-491-69429-3.
- Punkt Omega – das göttliche Ziel der Evolution. Das Teilhard de Chardin Lesebuch. Patmos, Ostfildern 2013, ISBN 3-8436-0171-2.
- Das Herz der Materie. Kernstück einer genialen Weltsicht. Walter, Olten 1990, mit Anhang aus Lobgesang des Alls, ISBN 3-530-87379-9 (Le Cœur de la Matière, 1976).
- Das Herz der Materie und Das Christische in der Evolution. (Neuübersetzung). Patmos, Ostfildern 2014, ISBN 3-8436-0529-7.

### Briefbände
- Geheimnis und Verheissung der Erde. Reisebriefe 1923–1939. Alber, Freiburg im Breisgau/München 1958.
- Pilger der Zukunft. Neue Reisebriefe 1939–1955. Alber, Freiburg im Breisgau/München 1959.
- Entwurf und Entfaltung. Briefe aus den Jahren 1914–1919. Alber, Freiburg im Breisgau/München 1963.
- Briefe aus Ägypten. 1905–1908. Alber, Freiburg im Breisgau/München 1965.
- Briefwechsel mit Maurice Blondel. Alber, Freiburg im Breisgau/München 1967.
- Briefe an Leontine Zanta. Herder, Freiburg im Breisgau 1967.
- Briefe an eine Nichtchristin. Walter, Olten 1971.
- Briefe an eine Marxistin. Walter, Olten 1971.
- Briefe an Frauen. Ausgewählt und erläutert von Günther Schiwy. Herder, Freiburg im Breisgau 1988.
- The Letters of Teilhard de Chardin and Lucile Swan. Editor Th. King and M. W. Gilbert, Georgetown Univ. Press, Washington 1993/2005, ISBN 978-0-940866-96-6.

### Tagebücher
- Tagebücher I. Notizen und Entwürfe – 26. August 1915 bis 22. September 1916. Walter, Olten 1974, ISBN 3-530-87372-1.
- Tagebücher II. Notizen und Entwürfe – 2. Dezember 1916 bis 13. Mai 1918. Olten 1975, ISBN 3-530-87373-X.
- Tagebücher III. Notizen und Entwürfe – 14. Mai 1918 bis 25. Februar 1920. Olten 1977, ISBN 3-530-87374-8.

## Filme
- Vaarning, Dorit: Wohin führt die Evolution? Die Entdeckung des Teilhard de Chardin, Bayerischer Rundfunk, 2005